# Campomarino
Campomarino  (albanès Këmarini ) és un municipi italià, dins de la província de Campobasso. L'any 2006 tenia 6.658 habitants. És un dels municipis on viu la comunitat arbëreshë. Limita amb els municipis de Chieuti (FG), Portocannone, San Martino in Pensilis i Termoli.

## Administració
| Període | Identitat             | Partit        |
| ------- | --------------------- | ------------- |
| 2006-   | Gianfranco Cammilleri | Llista cívica |